# Ephesia mirifica
Ephesia mirifica är en fjärilsart som beskrevs av Butler 1877. Ephesia mirifica ingår i släktet Ephesia och familjen nattflyn. Inga underarter finns listade i Catalogue of Life.